# Labidura riparia
Labidura riparia (Pallas), es un insecto depredador con distribución mundial en el rango tropical-subtemplado. Es un insecto dermáptero de la familia Labiduridae.

## Distribución y hábitat
Es una especie de origen paleártico que se ha vuelto cosmopolita, se distribuye por África, norte de Asia, Sureste Asiático, Europa, Norteamérica y Sudamérica.
Se encuentra principalmente en litorales arenosos, así como en aguas de zonas interiores.

## Comportamiento
Es de hábitos solitarios. Excava tubos en la arena fina, cuya entrada oculta durante el día, sobresaliendo únicamente sus antenas. Emite mal olor. Se alimenta de artrópodos pequeños y ocasionalmente de plantas. 
Se encontró que depreda al gusano de la hoja del algodón (Spodoptera littoralis B.) en Egipto, así como a muchas otras especies de insectos en Estados Unidos.